# 陸軍部 (清朝)
陸軍部是清朝於光緒三十二年（1907年）將原有六部之一的兵部與練兵處、太僕寺合併改制而成的新部門，掌管全國的陸軍，首長為尚書，下有左右侍郎各一人與兩廳十司。宣統二年（1910年），首長與副首長改為大臣與副大臣，底下的部門也有所更替。

## 沿革
陸軍部設立於光緒三十二年（1907年），其前身為兵部、練兵處與太僕寺。首長為尚書，副首長為左右侍郎（各一人），其下有承政廳、參議廳，設有左右丞、左右參議各一人，以及無定額的諮議官、檢察官、正副從事官。此外又有軍衡司、軍乘司、軍計司、軍實司、軍制司、軍需司、軍學司、軍醫司、軍法司、軍牧司等十司，司置司長一人，下有科長、科員、承發官、譯員、藝師、錄事等職員。
宣統二年（1910年）進行改制，首長副首長改為大臣與副大臣，各一人，左右丞、參議、諮議官、承發等官被撤掉，兩廳十司併為八司（原有十司撤掉軍乘、軍計、軍學三司，增加承政司），另設軍學處與審計處。隔年（1911年）軍實司併入軍制司，軍牧司與軍學處改為暫設，大臣副大臣之下設有參事、檢察官、部副官、錄事、司長、處長、科長、科員等職。

## 編制職掌
- 陸軍大臣，一人，部門首長，管理全國陸軍行政，統轄軍人軍屬[1]。
- 副大臣，一人，部門副首長，協助陸軍大臣[1]。
- 參事，掌法律章制[1]。
- 檢察官，掌查軍隊學校局廠[1]。
- 部副官，掌傳宣命令[1]。
- 司
  - 承政司：掌文牘收發、軍費出入、旌別員司功過[1]。
  - 軍制司：掌編制徵調及軍械製造、交通建設[1]。
  - 軍衡司：掌班秩階品，封贈襲蔭[1]。
  - 軍需司：掌糧餉及軍需人員教育[1]。
  - 軍醫司：掌衛生治療、軍醫教育和升調[1]。
  - 軍法司：掌審判、監獄、勾檢軍事條約[1]。
  - 軍牧司：掌馬政，如太僕寺原有職掌[1]。
- 處
  - 審計處：掌預算決算，審覆支銷[1]。
  - 軍學處：掌軍隊訓練與學校教育[1]。

該部底下又轄有捷報處與馬館。

## 歷任陸軍部負責人
陸軍部尚書
- 鐵良（1906年11月7日（光緒三十二年九月廿一）—1910年3月17日（宣統二年二月七日））
- 壽勳（1910年2月16日（宣統二年正月七日）—1910年3月17日（宣統二年二月七日））（署理）
- 廕昌（1910年3月17日（宣統二年二月七日）—1912年3月18日（宣統二年二月八日））
- 廕昌（1912年3月18日（宣統二年二月八日）—1910年3月17日（宣統二年二月七日））（署理）

陸軍部大臣
- 廕昌（1910年3月17日（宣統二年二月七日）—1911年11月16日（宣統三年九月廿六日））
- 王士珍（1911年11月16日（宣統三年九月廿六日）—1912年2月12日（宣統三年十二月廿五日），未到任前，由壽勳暫署）